# Pontenet
Pontenet es una comuna suiza del cantón de Berna, situada en el distrito administrativo del Jura bernés. Limita al norte con la comuna de Souboz, al este y sur con Malleray, y al oeste con Loveresse.
Hasta el 31 de diciembre de 2009 situada en el distrito de Moutier.

## Historia
De 1797 a 1815, Pontenet perteneció a Francia, la comuna hacía parte del departamento de Monte Terrible, y a partir de 1800, del departamento del Alto Rin, al cual el departamento de Monte Terrible fue anexado. En 1815, luego del Congreso de Viena, el territorio del antiguo Obispado de Basilea fue atribuido al cantón de Berna.